# Elezioni europee del 1994 in Danimarca
Le elezioni europee del 1994 in Danimarca si sono tenute il 10 giugno.

## Risultati
| Liste  | Liste                          | Gruppo | Voti      | %     | Seggi |
| ------ | ------------------------------ | ------ | --------- | ----- | ----- |
|        | Venstre                        | ELDR   | 394.362   | 18,96 | 4     |
|        | Partito Popolare Conservatore  | PPE    | 368.890   | 17,74 | 3     |
|        | Socialdemocratici              | PSE    | 329.202   | 15,83 | 3     |
|        | Movimento di Giugno            | EN     | 316.687   | 15,23 | 2     |
|        | Movimento Popolare contro l'UE | EN     | 214.735   | 10,32 | 2     |
|        | Partito Popolare Socialista    | GV     | 178.543   | 8,58  | 1     |
|        | Sinistra Radicale              | ELDR   | 176.480   | 8,48  | 1     |
|        | Partito del Progresso          | -      | 59.687    | 2,87  | -     |
|        | Partito Popolare Cristiano     | -      | 22.986    | 1,11  | -     |
|        | Democratici di Centro          | -      | 18.365    | 0,88  | -     |
| Totale | Totale                         | Totale | 2.079.937 |       | 16    |